# Edgar Ablowich
Edgar Allen Ablowich (né le 29 avril 1913 à Greenville - mort le 6 avril 1998 à Norfolk) est un athlète américain spécialiste du 400 mètres haies.
Sélectionné pour les Jeux olympiques de 1932, Ed Ablowich décroche la médaille d'or du relais 4 × 400 mètres aux côtés de ses compatriotes Ivan Fuqua, Karl Warner et Bill Carr. L'équipe des États-Unis établit un nouveau record du monde de la discipline en 3 min 08 s 2, un jour après avoir réalisé le meilleur temps mondial lors des séries. Elle devance finalement le Royaume-Uni et le Canada.
Licencié au USC Trojans de Los Angeles, il se classe deuxième du 400 m haies des championnats de l'Amateur Athletic Union 1934.

## Palmarès
| Date | Compétition     | Lieu        | Résultat | Discipline |
| ---- | --------------- | ----------- | -------- | ---------- |
| 1932 | Jeux olympiques | Los Angeles | 1er      | 4 × 400 m  |